# R・A・マカヴォイ
ロバータ・アン・マカヴォイ（Roberta Ann MacAvoy、1949年12月13日 - ）は、アメリカ合衆国・オハイオ州クリーブランド出身のファンタジー作家。
1979年から1982年までコンピュータ・プログラマとして働き、1983年に長編『黒龍とお茶を』でデビュー。同作で1984年、ジョン・W・キャンベル新人賞を受賞。

## 著作リスト
- 『黒龍とお茶を』 Tea with the Black Dragon (1983年) (1988年、黒丸尚訳、ハヤカワ文庫FT) 
1983年、ネビュラ賞候補
1984年、ヒューゴー賞、ローカス賞、世界幻想文学大賞受賞
- Twisting the rope （1986年）：『黒龍とお茶を』の続編、未訳
- 「魔法の歌」シリーズ
  - 『ダミアーノ』 Damiano (1983年) (1986年、井辻朱美訳、ハヤカワ文庫FT)
  - 『サーラ』 Damiano's Lute (1984年) (1987年、井辻朱美訳、ハヤカワ文庫FT)
  - 『ラファエル』 Raphael (1984年) (1987年、井辻朱美訳、ハヤカワ文庫FT)
- 「ナズュレットの書」シリーズ
  - 『世界のレンズ』 Lens of the World (1990年) (1993年、井辻朱美訳、ハヤカワ文庫FT)
  - 『死者を統べるもの』 King of the Dead (1991年) (1994年、井辻朱美訳、ハヤカワ文庫FT)
  - The Winter of the Wolf (1993年) ：シリーズ第三巻、未訳
- 他の作品
  - The Book of Kells (1985年) ：未訳
  - The Grey Horse (1987年) ：未訳
  - The Third Eagle (1989年) ：未訳
  - The Go-Between (2005年) ：未訳